# خوزه ماریا آبالو
خوزه ماریا آبالو (انگلیسی: José María Abalo؛ ۱۸۸۴ – ۱ سپتامبر ۱۹۵۴) بازیکن فوتبال اهل اسپانیا بود که در پست مهاجم برای رئال ویگو اسپورتینگ بازی می‌کرد. بعدها به عنوان داور در میدان‌های فوتبال قرار گرفت. 